# 교황 시리치오
교황 시리치오(라틴어: Siricius PP., 이탈리아어: Papa Siricio)는 제38대 교황(재위: 384년 12월 11일 - 399년 11월 26일)이다. 사후 기독교의 성인으로 시성되었으며, 축일은 11월 26일이다.
시리치오는 리베리오에 의해 부제로 서품되었으며, 다마소 1세가 선종하자 후임 로마 주교를 선출하기 위한 투표에서 상대 후보였던 대립교황 우르시노의 각종 선전에도 불구하고, 만장일치로 새 로마 주교로 선출되었다. 시리치오는 활동적인 주교로서 교회 행정에 깊이 관여하여 교회 안의 여러 파벌들을 조정하였다. 또한 그는 교황으로서는 최초로 교서를 반포하였다. 그가 반포한 교서 가운데 하나가 바로 타라고나의 히메리우스 주교에게 보낸 《Directa Decretal》이었다. 이 교서에서 시리치오는 로마 주교의 수위권을 재확인하였다. 시리치오는 성직자의 독신에 관한 법령을 제정하였는데, 385년 반포한 법령에서 그는 이미 혼인한 성직자들은 아내와의 동거를 금지하고 절제 생활을 해야 하며, 무절제하게 사는 성직자들은 엄하게 처벌해야 한다고 강조하였다. 더불어 엄격한 참회 규정을 정하고, 서품자들의 연령을 정하였으며, 군복무자에게는 사제 서품을 금지하였다. 유아 세례는 위급한 경우를 제외하고는 예수 부활 대축일과 성령강림주일에 주도록 하고, 예수 성탄 대축일 때에 거행되던 유아 세례는 폐지하였다. 주교 성성은 주교 한 사람이 할 것이 아니라 여러 주교에 의하여 거행하도록 하고, 다른 교구의 사제나 다른 교구에서 면직된 사람을 새로 서품하거나 받아들일 수 없도록 규정하였다.
히스파니아의 주교이자 금욕주의자였던 프리스킬리안이 동료 주교들에게 이단 혐의로 고발되어 마그누스 막시무스 황제에 의해 마법을 사용했다는 혐의로 처형당한 사건이 일어났다. 이에 대해 시리치오는 밀라노의 암브로시오 주교, 투르의 마르티노 주교와 함께 황제의 판결에 의문을 제기하며 항의하였다.
시리치오는 무엇보다도 로마 주교의 권위를 크게 신장시켰다. 자신이 베드로의 후계자임을 확실히 깨달았던 그는 그 권한을 실제로 행사하였다. 한국에서 교황으로 번역되는 단어 파파(papa)는 ‘아버지’라는 뜻이다. 시리치오는 로마 주교로서는 최초로 스스로 파파라고 칭하였지만, 사실 파파는 이미 3세기 초부터 서방에서 모든 주교를 가리켜 사용되었던 일종의 명예 칭호였다. 반면에 동방에서는 오직 알렉산드리아 주교만이 파파라는 칭호를 사용하였다. 304년에 선종한 교황 마르첼리노는 로마의 주교로서는 최초로 문헌상에서 ‘파파’라는 칭호로 언급되었다. 그러다가 6세기부터 콘스탄티노폴리스의 제국 법원은 파파라는 호칭을 오직 로마의 주교한테만 사용하였다. 6세기 초부터 서방에서는 파파라는 호칭을 로마의 주교를 가리키는 것으로 사용을 제한하다가 11세기경부터 하나의 관행으로 확고하게 자리잡게 되었다. 당시 교황 그레고리오 7세는 파파라는 칭호는 오직 로마의 주교에게만 주어져야 한다고 선언하였다.
‘우리(nos)’는 황제가 자기의 권위를 드러내기 위하여 자신을 가리킬 때 쓰는 말로서 복수형으로서 한국에서는 흔히 ‘짐(朕)’으로 의역되는 단어이다. 시리치오는 스스로를 일컬어 이 ‘우리’라는 단어를 과감히 사용하였다. 주교들에게 보낸 답신에서는 제국의 상서국에서 하듯이 완전한 권위를 드러내는 문구로 “우리(짐)는 명령하고 반포하며 답신하였노라.”고 표현하였다.
시리치오는 또한 여러 문헌을 근거로 볼 때, 교황으로서는 처음으로 폰티펙스 막시무스라는 칭호로 언급된 사람 중의 하나로 보인다. 그밖에도 폰티펙스 막시무스라는 칭호로 언급된 초기 교황들로는 교황 갈리스토 1세, 교황 다마소 1세, 교황 레오 1세, 교황 그레고리오 1세 등이 제시되고 있다. 《옥스퍼드 기독교 사전》에 명시된 바에 의하면, 폰티펙스 막시무스가 교황을 가리키는 통상적인 칭호로 자리매김한 것은 15세기 르네상스 시대에 접어들면서 고대 로마에 대한 향수가 일어났을 때라고 한다.

## 같이 보기
- 교황 목록